# Foveosculum impavidum
Foveosculum impavidum là một loài tò vò trong họ Ichneumonidae.